# Nostalgi
Nostalgi (av grekiskans nostos 'hemkomst' och algos 'smärta') betyder ordagrant ’smärtan förknippad med hemlängtan’, vilket kan avse såväl tid som plats. Den kan vara vemodig med en njutningsfylld/smärtsam längtan hem eller tillbaka till något förlorat, särskilt om längtan till vissa miljöer.  I tematiken i Homeros Odysséen kombineras nostos med algos för att förse oss med den bitterljuva känslan vi kan erfara av en särskild sorts smärtsam längtan.  En person som ofta känner nostalgi kallas nostalgiker.

## Psykologi
Begreppet myntades ursprungligen år 1678 av den 19-årige schweiziske läkarstudenten Johannes Hofer som en medicinsk diagnostisk term för sjuklig hemlängtan. Vissa krigsveteraner från det amerikanska inbördeskriget (1861–1865) som förmodligen led av vad vi idag skulle kalla posttraumatiskt stressyndrom (PTSD) fick diagnosen att de led av nostalgi. 
"På 1600- och 1700-talen ansågs nostalgi vara en allvarlig och ibland dödlig sjukdom. På den tiden var det unga soldater – som låg i krig långt hemifrån – som led av nostalgi." 
Så här skriver 1700-talsläkaren Leopold von Auenbrugger om nostalgi hos sina patienter: "De sover dåligt, känner sig deprimerade och har koncentrationssvårigheter. De kroppsliga symtomen är hjärtklappning, ätstörningar, smärta, magont, andnöd. De blir tystlåtna, apatiska och enstöriga. De suckar och stönar i ett och blir till slut totalt likgiltiga inför livet. Ingenting kan hjälpa dem, varken medicin, argument, löften eller hot om bestraffning. Kroppen tynar bort medan hela deras jag är riktat mot denna fåfängliga längtan...".
En betydelseglidning gjorde att uttrycket snart även betecknade längtan efter platsen för en oskuldsfull barndom. Immanuel Kant var den förste som hävdade att nostalgin är en längtan efter ett då snarare än ett där. Det är i denna moderna tidsinriktade betydelse ordet oftast används i dag.

## Kändisar i åminnelse

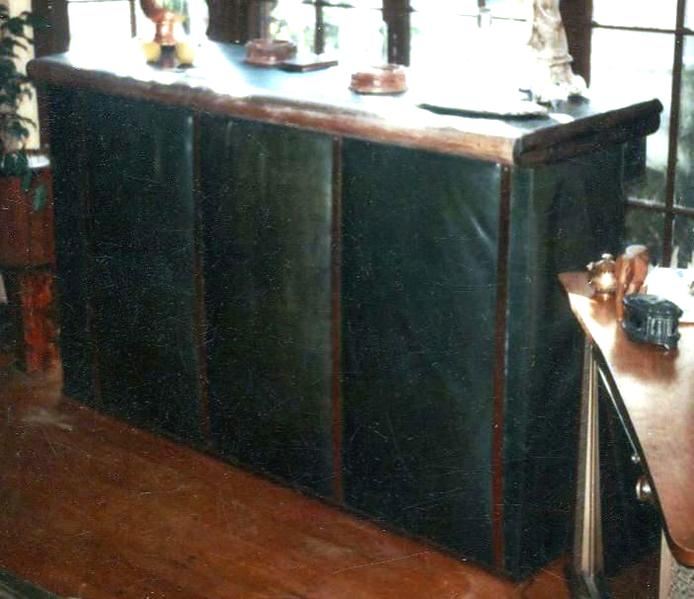
Receptionsdisken från The Beverly Hills Hotel 1942-1979 omgjord till en bar.

En vitt utbredd och ytligare populär önskan att i tankevärlden återkalla historiska personligheters liv och tidevarv leder till införskaffandet av persedlar med direkt anknytning till dem. Stora samlingar av memorabilia, retrosaker och av konst, musik och kläder från gångna tider, med kändisanknytning, kan uppstå ur den önskan. Ett föremål av särskilt nostalgiskt värde, för ägaren eller andra, kan komma att användas centralt när man inreder ett hem. Ett sådant föremål är ägnat att imponera på besökare, eller roa dem, eller kan anses vara ett symptom av en djupare form av nostalgi.
"Nostalgi" är idag även ett begrepp inom mode och form, som ofta sammanfaller med ordet retro.